# 松高村
松高村（まつたかそん）は、熊本県の南部、八代郡にかつてあった村。

## 歴史
- 明治初年 - 高子原村が上高子原村、下高子原村に分割。
- 1876年 - 松崎村、上高子原村、下高子原村が合併して松高村が成立
- 1889年4月1日 - 町村制が施行し、一村単独村政として発足。
- 1940年9月1日 - 八代町、太田郷町、植柳村と合併して八代市となる。

## 学校
- 松高村立松高尋常小学校（現在の八代市立松高小学校）